# Amazonspinther dalmata
Amazonspinther dalmata ist ein Süßwasserfisch aus der Ordnung der Salmlerartigen (Characiformes) im Einzugsgebiet des Rio Purus und des Rio Madeira im brasilianischen Amazonasgebiet.

## Merkmale
Die Art wird lediglich 2 cm lang und hat einen schlanken, langgestreckten Körper mit einem langen Schwanzstiel, der 27 bis 30 % der Standardlänge einnimmt. Sie ist fast durchsichtig und Wirbelsäule und Schwimmblase sind gut zu sehen. Von allen anderen Salmlerarten lässt sie sich leicht anhand von je einem schwarzen Fleck an der Basis von Rücken-, After- und Schwanzflosse unterscheiden. Deshalb wurde das Art-Epitheton dalmata gewählt, das auf die gefleckte Hunderasse der Dalmatiner (port. Dálmata) verweist. Ein weiteres Merkmal, das sich bei keiner anderen Salmlerart findet, ist der vorderste Flossenstrahl der Afterflosse, der zwischen der zwölften und der vierzehnten Bauchrippe bis in die Bauchhöhle reicht. Hämalstacheln sind bei einer, zwei, manchmal auch bei drei hinten liegenden Schwanzwirbeln vorhanden. Sie artikulieren direkt mit den ventralen (bauchseitigen) Vorstrahlen der Schwanzflosse. Rücken- und Afterflosse werden von jeweils elf Flossenstrahlen gestützt.

## Lebensraum
Amazonspinther dalmata wurde bisher in Gewässern mit langsam strömendem, trüben oder klaren Wasser gefangen. Der Gewässerboden war schlammig oder sandig, und es waren reichlich Ufervegetation und Unterwasservegetation vorhanden. Begleitfische sind Axelrodia lindeae, Iguanodectes spp., Microschemobrycon geisleri, Tyttocharax madeirae, Gnathocharax steindachneri, Phenacogaster beni, Hemigrammus sp., Knodus sp., Odontocharacidium aphanes, Elachocharax pulcher, Ammocryptocharax elegans und Microcharacidium sp.

## Systematik
Art und Gattung wurden 2008 durch den US-amerikanischen Fischkundler Stanley H. Weitzman und Kollegen beschrieben und dabei der Unterfamilie Cheirodontinae innerhalb der Familie der Echten Salmler (Characidae) zugeordnet. Später ergab eine phylogenetische Analyse der Characidae, das Amazonspinther zusammen mit der Gattung Spintherobolus basal zu den meisten anderen Echten Salmler steht. Mitte 2018 wurde die Unterfamilie Spintherobolinae mit den Gattungen Amazonspinther, Atopomesus und Spintherobolus eingeführt. 2024 bekamen die Spintherobolinae den Rang einer eigenständigen Familie.

## Belege
1. 1 2 3 4  Buhrmheim, C.M., T.P. Carvalho, L.R. Malabarba and S.H. Weitzman, 2008. A new genus and species of characid fish from the Amazon basin - the recognition of a relictual lineage of characid fishes (Ostariophysi: Cheirodontinae: Cheirodontini). Neotropical Ichthyology 6(4):663-678. doi: 10.1590/S1679-62252008000400016
2. ↑  Bruno F. Melo, Ricardo C. Benine, Gabriel S.C. Silva, Gleisy S. Avelino, Claudio Oliveira: Molecular phylogeny of the Neotropical fish genus Tetragonopterus (Teleostei: Characiformes: Characidae). Molecular Phylogenetics and Evolution, November 2015, doi:10.1016/j.ympev.2015.10.022
3. ↑  Juan Marcos Mirande (2018): Morphology, molecules and the phylogeny of Characidae (Teleostei, Characiformes). Cladistics, Juni 2018. doi: 10.1111/cla.12345
4. ↑  Bruno F Melo, Rafaela P Ota, Ricardo C Benine, Fernando R Carvalho, Flavio C T Lima, George M T Mattox, Camila S Souza, Tiago C Faria, Lais Reia, Fabio F Roxo, Martha Valdez-Moreno, Thomas J Near, Claudio Oliveira (2024): Phylogenomics of Characidae, a hyper-diverse Neotropical freshwater fish lineage, with a phylogenetic classification including four families (Teleostei: Characiformes) Zoological Journal of the Linnean Society, Volume 202, Issue 1, September 2024, doi: 10.1093/zoolinnean/zlae101